# 関ケ原町立関ケ原中学校
関ケ原町立関ケ原中学校（せきがはらちょうりつ せきがはらちゅうがっこう）は、岐阜県不破郡関ケ原町にある公立中学校。
「関ヶ原中学校」と表記される場合もあるが、町名と同じ「関ケ原中学校」が正しい。

## 概要
- 関ケ原町の中心的な中学校である。生徒は基本的に関ケ原町立関ケ原小学校からの持ち上がりであり、小中交流も行われている。
- 2021年（令和3年）に関ケ原町立今須小中学校を統合した[1]ことに伴い、関ケ原町で唯一の中学校になった。

## 沿革
- 1947年（昭和22年）4月29日 - 関ケ原小学校北舎二階建一棟に、関ケ原玉組合立西部中学校として開校。
- 1949年（昭和24年）1月 - 校名を「関ケ原玉組合立関ケ原中学校」に改称。
- 1951年（昭和26年）2月1日 - 校舎工事が完成。
- 1954年（昭和29年）9月1日 - 町村合併により、現在の校名に改称。
- 1955年（昭和30年）10月13日 - 南舎6教室及び金工室新築。
- 1958年（昭和33年）6月12日 - 運動場拡張。
- 1960年（昭和35年）9月9日 - 給食開始。
- 1966年（昭和41年）11月15日 - 鉄筋3階建新校舎が落成。
- 1980年（昭和55年）3月3日 - 格技場・体育倉庫・更衣室が竣工。
- 1981年（昭和56年）9月30日 - テニスコート整備。
- 1986年（昭和61年）12月26日 - 給食室竣工。
- 1987年（昭和62年）12月26日 - 技術室・視聴覚教室竣工。
- 1990年（平成2年）10月 - 校舎大規模改装が完了。
- 1992年（平成4年）2月29日 - 体育館改装。
- 2014年（平成26年）- 新校舎竣工。
- 2018年（平成26年）11月 - 2021年4月を目標として関ケ原町立今須小中学校を関ケ原小学校及び関ケ原中学校に統合する方針が決定する[2]。
- 2021年（令和3年）4月 - 関ケ原町立今須小中学校を統合する。

## 部活動
- 野球部
- ソフトテニス部
- バスケットボール部（男子）
- バレーボール部（女子）
- 剣道部
- 吹奏楽部